# BootX (Linux)
BootX是一款由本杰明·赫伦施密特（Benjamin Herrenschmidt）开发的图形引导程序，其作为一款应用或扩展程序运行于Mac OS 8和9上，并允许旧世界苹果电脑引导Linux系统。由于此软件已与当今的硬件不再兼容，其原作者已停止维护，但仍提供下载且有可能继续研发。这是可用于大多数旧世界苹果电脑上的三个Linux引导程序之一，另外两个为miBoot（包括在内，但被LinuxPPC, Inc.的Jeff Carr所改进）和quik。新世界Mac使用不同的引导程序（yaboot）来引导Linux。